# Vertrag von Amiens (1279)
Der Vertrag von Amiens war ein am 23. Mai 1279 geschlossenes Abkommen zwischen Frankreich und England über die dem englischen König gehörenden Besitzungen in Frankreich.

## Vorgeschichte
Im Vertrag von Paris hatte der englische König Heinrich III. 1259 auf seinen Anspruch auf den Großteil der von seinem Vater Johann Ohneland verlorenen Besitzungen in Frankreich verzichtet. Im Gegenzug hatte der französische König Ludwig IX. den englischen König als Herzog von Aquitanien als seinen Vasallen anerkannt. Zum Herzogtum Aquitanien gehörte die Gascogne, und im Vertrag von Paris war festgelegt worden, dass das Agenais nach dem Tod von Johanna, der Witwe von Alfons von Poitiers wieder an den englischen König fallen sollte. Auch das Quercy und die Saintonge sollten an England fallen, doch Philipp III. hatte diese Gebiete nach dem Tod seines Onkels Alfons 1271 besetzt. Nach längeren Vorverhandlungen begannen 1279 in Paris Verhandlungen zwischen einer englischen Gesandtschaft und einer französischen Delegation. Zur englischen Gesandtschaft gehörten der Kanzler Robert Burnell und Otton de Grandson sowie Jean I. de Grailly, der Seneschall der Gascogne. Schließlich trafen sich im Mai 1279 der englische König Eduard I. und der französische König Philipp III. in Amiens, um den Vertrag zu besiegeln.

## Inhalt
In Vertrag von Amiens gestand Philipp III. dem englischen König das Agenais und die südliche Saintonge zu. Nach dem Vertrag von Paris 1259 sollten die Vasallen des englischen Königs in der Saintonge, im Limousin, im Périgord und im Quercy dem französischen König schwören, ihn im Kampf gegen England zu unterstützen, wenn der englische König seine Verpflichtungen aus dem Vertrag von Paris nicht einhalten würde. Im Vertrag von Amiens verzichtete der französische König nun auf diesen Passus. Dagegen verzichtete der englische König endgültig auf seine Rechte in den Bistümern Limoges, Périgueux und Cahors. Umstritten blieb das Quercy, das auch von Philips Onkel Karl von Anjou beansprucht wurde. Eine Kommission sollte die Ansprüche des englischen Königs untersuchen. Schließlich verzichtete Eduard I. 1286 gegen eine jährliche Zahlung von 3000 Livres auf seine Ansprüche.
Zugleich fiel auch das nordfranzösische Ponthieu an England, als die englische Königin Eleonore als Enkelin von Maria von Ponthieu die Grafschaft erbte. Dies erkannte der französische König in Amiens gegen eine Ablösesumme von 6000 Livres an, so dass die englische Königin die Grafschaft als französisches Lehen in Besitz nehmen konnte.

## Folgen
Im Juni 1279 nahm William de Valence das Agenais für den englischen König in Besitz. Der diplomatische Erfolg ermunterte Eduard I., unterstützt von Papst Nikolaus III., im Konflikt zwischen Frankreich und Kastilien zu vermitteln, was schließlich scheiterte. Der Friede zwischen England und Frankreich hielt dennoch weiter bis 1294, als Philipp IV., der Sohn und Nachfolger von Philipp III. wegen der englischen Besitzungen in Frankreich einen neuen Krieg begann.